# Die Brücke (pel·lícula)
Die Brücke (literalment en català: "El pont") és una pel·lícula alemanya de 1959, dirigida per Bernhard Wicki. El guió està basat en la novel·la homònima de l'escriptor i periodista Gregor Dorfmeister, més conegut pel seu pseudònim Manfred Gregor.

## Argument
La pel·lícula se situa a Alemanya en 1945, ja a la fi de la Segona Guerra Mundial. En aquest context, un grup d'adolescents d'un petit poble són mobilitzats per la Wehrmacht, davant l'escassetat de soldats adults, i se'ls encomana una missió: protegir un pont peti qui peti enfront de l'atac dels aliats.

## Repartiment
- Folker Bohnet: Hans Scholten
- Fritz Wepper: Albert Mutz
- Cordula Trantow: Franziska
- Michael Hinz: Walter Forst
- Frank Glaubrecht: Jürgen Borchert
- Karl Michael Balzer: Karl Horber
- Volker Lechtenbrink: Klaus Hager
- Günther Hoffmann: Sigi Bernhard
- Edith Schultze-Westrum: Mutter Bernhard
- Wolfgang Stumpf: Studienrat Stern
- Günter Pfitzmann: Sargento Heilmann
- Vicco von Bülow: Stabsfeldwebel Zeisler
- Heinz Spitzner: Hauptmann Fröhlich
- Siegfried Schürenberg: Oberstleutnant Bütov
- Ruth Hausmeister: Señora Mutz
- Eva Vaitl: Señora Borchert
- Georg Lehn: Feldwebel Sprengkommando
- Johannes Buzalski: Soldado herido
- Trude Breitschopf: Señora Forst
- Inge Benz: Profesor de deporte Sigrun
- Hans Oettl: Policía Wollschläger
- Heini Göbel: Feldwebel Verpflegung
- Hans Elwenspoek: Ortsgruppenleiter Forst
- Til Kiwe: Ritterkreuzträger
- Klaus Hellmold: Señor Horber
- Herma Hochwarter: Dienstmädchen bei Forst
- Edeltraut Elsner: Barbara
- Alexander Hunzinger: Gefreiter

## Premis i nominacions
| Premio                                           | Categoria                               | Resultat   |
| ------------------------------------------------ | --------------------------------------- | ---------- |
| Oscar                                            | Millor pel·lícula de parla no anglesa   | Nominada   |
| Globus d'Or                                      | Millor pel·lícula en llengua no anglesa | Guanyadora |
| Festival de Mar de Plata                         | Astor d'Or a la millor pel·lícula       | Guanyadora |
| Medalles del Cercle d'Escriptors Cinematogràfics | Millor pel·lícula estrangera            | Guanyadora |
| Medalles del Cercle d'Escriptors Cinematogràfics | Millor director estranger               | Guanyador  |